# Woluwe-Saint-Pierre
Woluwe-Saint-Pierre [wolywe sɛ̃ pjɛːʁ] (franska) eller Sint-Pieters-Woluwe (fil) [sɪnt ˈpitərs ˈʋoːlyʋə] (nederländska) är en av de 19 kommunerna i huvudstadsregionen Bryssel i Belgien. Kommunen ligger i regionens östra del och har cirka 42 119 invånare (2020).